# 何守正
何守正（1983年2月15日—）為前臺灣男子籃球運動員。

## 生平
何守正效力松山高中時主打中鋒位置，2000年7月當選亞青男籃賽國手，2001年從松山高中畢業後加盟臺灣銀行，改打小前锋位置。2001年12月12日在總統杯籃球賽對上裕隆男籃一役繳出14分、15籃板、10助攻，甲組生涯第一次大三元紀錄。2002年5月收下社會甲組籃球聯賽男子組得分王，2003年夏天決定離開已效力三年的臺灣銀行，轉戰台灣啤酒，隨隊征戰新成立的超級籃球聯賽。2009年3月在第六季超級籃球聯賽全明星賽奪下MVP殊榮。2012年第十季超級籃球聯賽加盟台灣大。2015年3月從超級籃球聯賽退役。

## 個人生活
何守正的前妻是藝人黃瑜嫻。

## 外部連結
- 何守正的Instagram帳戶
- 何守正在fiba.basketball（英语）
- 何守正在fiba.basketball（英语）
- 何守正在fiba.basketball（英语）
- 何守正在archive.fiba.com（archived）（英语）
- 何守正在archive.fiba.com（archived）（英语）
- 何守正在Eurobasket.com（球員）（英语）
- 何守正在RealGM（英语）